# Eugene Landy
Eugene Ellsworth Landy (Pittsburgh, 26 novembre 1934 – Honolulu, 22 marzo 2006) è stato uno psicologo statunitense, noto per avere avuto in cura Brian Wilson dei Beach Boys dal 1975 al 1991, e per avere sperimentato sul musicista delle terapie "non convenzionali".

## Biografia
Landy, molto tempo prima di laurearsi in psicologia alla University of Oklahoma, si occupava di distribuzione di dischi, promuovendo LP di artisti di colore ai disc jockey in giro per gli Stati Uniti. Dopo aver intrapreso la professione dello psicoterapeuta, il Dr. Landy tenne un consultorio sul consumo di droga all'Harbor Hospital di Los Angeles, California, e insegnò part-time alla California State University, di Northridge (San Fernando Valley State College) alla fine degli anni sessanta. Landy era noto per l'utilizzo specifico della "terapia della Gestalt" nelle sue tecniche terapeutiche.

### Rapporti con Brian Wilson
Applicando su di lui una terapia costante 24 ore su 24, che abbracciava "ogni aspetto fisico, psichico, personale, sociale e sessuale" della vita del musicista, Landy ebbe successo nel limitare l'abuso di droga da parte di Wilson e nel ristabilire la sua salute mentale e fisica con l'imposizione di diete ferree, esercizio fisico, e sedute di psicanalisi. Nel corso della cura, tuttavia, venne accusato di mettere in atto pratiche del lavaggio del cervello, di sedare ed isolare dal mondo il suo paziente per poter così trarre benefici personali da un'impropria relazione finanziaria con il celebre musicista e compositore. Queste accuse, giunte anche in tribunale, costarono a Landy la revoca della licenza professionale per esercitare la professione di medico negli Stati Uniti.
Nel 1975 Landy era stato assunto dalla allora moglie di Brian Wilson, Marilyn, per prendersi cura del marito che stava sprofondando sempre più nella depressione. Un anno dopo venne licenziato dagli altri membri dei The Beach Boys, la band di Wilson, per avere chiesto un compenso raddoppiato rispetto a quanto pattuito, ma successivamente riassunto nel 1983 dato che Wilson, in sua assenza, era ricaduto nei soliti vizi.
Oltre a seguirlo in qualità di terapeuta, il Dr. Landy agì da vero e proprio manager della carriera di Wilson influenzandone le scelte artistiche nel periodo tra il 1983 e il 1991, in violazione del codice deontologico della sua professione. Egli inoltre compose insieme a Wilson alcuni brani del primo album da solista dell'ex leader dei Beach Boys, l'LP del 1988 intitolato Brian Wilson. I familiari di Wilson, tra cui la moglie Melinda Ledbetter, la madre Audree Wilson e il fratello Carl Wilson, contestarono a Landy il controllo mentale esercitato su Brian, intentandogli infine una causa legale per circonvenzione di incapace alla fine del 1991.
Brian Wilson, attualmente in cura con trattamenti psichiatrici convenzionali, si riferì a quel periodo della sua vita definendolo "gli anni di Landy". Nel 2004, mentre era ospite del talk show televisivo Larry King Live, Wilson ammise che Landy all'epoca aveva messo in atto su di lui un controllo manipolatorio alquanto discutibile. Landy, che percepiva uno stipendio base di 35.000 dollari al mese più eventuali extra, era anche beneficiario di parte dei diritti d'autore di alcuni brani scritti (stando a quanto dichiarava lui) in coppia con Wilson all'inizio degli anni novanta. Nel 1992 Landy perse il controllo su Wilson, quando, persa la battaglia legale con i parenti dell'artista, gli fu ordinato dal tribunale di interrompere qualsiasi rapporto professionale o meno con il musicista. Nondimeno, nel giugno 2008, quando la rivista inglese The Telegraph, chiese a Wilson quale fosse stata la sua reazione alla notizia del decesso di Landy avvenuto due anni prima, Wilson rispose: «Ne rimasi devastato».

#### Primo trattamento (1975–1976)

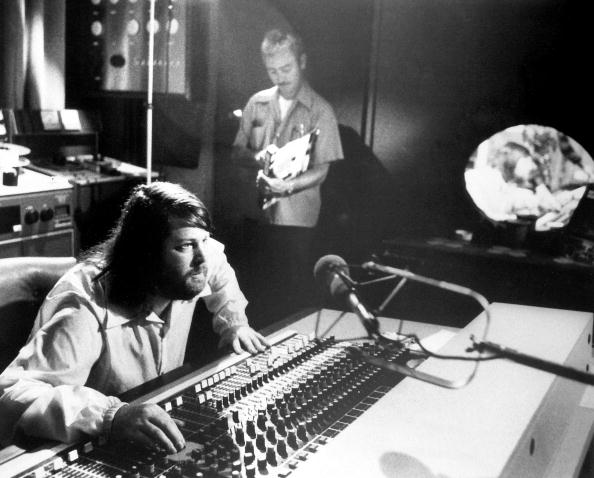
Brian Wilson in studio nel 1976 durante la lavorazione dell'album 15 Big Ones dei Beach Boys

Inizialmente Landy fu chiamato a prendere in cura Brian Wilson dalla moglie di lui, Marilyn, nel 1975. Wilson si ribellò pubblicamente alla terapia, dicendo che aveva accettato la cosa solo perché l'alternativa era essere internato in un ospedale psichiatrico. Il road manager dei Beach Boys Rick Nelson dichiarò in seguito che fin da subito Landy aveva cercato di prendere il controllo artistico del gruppo. Durante le sedute di registrazione dell'album 15 Big Ones (1976), le riunioni della band venivano "supervisionate" da Landy, e le discussioni su ogni singola canzone prevista per il disco duravano anche fino a otto ore a causa delle sue intromissioni indebite. Altri resoconti riportano il fatto che il dottor Landy avrebbe accampato richieste circa una percentuale sugli introiti futuri dei Beach Boys. Dietro insistenza di Landy, Wilson apparve al Saturday Night Live, scegliendo di eseguire in solitaria al pianoforte una controversa versione di Good Vibrations. Landy si posizionò dietro le telecamere con un cartello in mano con la scritta "sorridi" che mostrava di continuo a Wilson. Riguardo all'esibizione, Landy disse che i critici non l'avevano capita, spiegando che la performance di Wilson "era stata terribile", ma se lui avesse continuato a fare apparizioni avrebbe gradualmente superato la propria paura del palcoscenico.
Steve Love, cugino di Wilson, licenziò Landy nel dicembre 1976 quando lo psicologo raddoppiò il proprio onorario. Landy definì 15 Big Ones come "l'unico grande successo" che i Beach Boys avevano avuto in anni recenti: «Brian e io lo facemmo insieme. Subito dopo, fui costretto ad abbandonare la situazione. [...] Ero interessato a far diventare Brian un essere umano completo; loro [i Beach Boys] erano invece interessati solo a far uscire un nuovo album nel 1977». A fine anni settanta, a Wilson fu chiesto se riteneva che Landy esercitasse troppo controllo su di lui; egli rispose: «Lo pensavo, ma non c'era niente che potessi fare al riguardo e alla fine mi sono arreso. [...] Aveva il controllo della mia vita legalmente attraverso l'impegno preso con lui da mia moglie. [...] Mi ha sicuramente aiutato. Costava più di centomila dollari: si faceva pagare moltissimo al mese». Landy venne sostituito dal dottor Steve Schwartz, che però morì in un incidente poco tempo dopo.

#### Secondo trattamento (1982–1992)

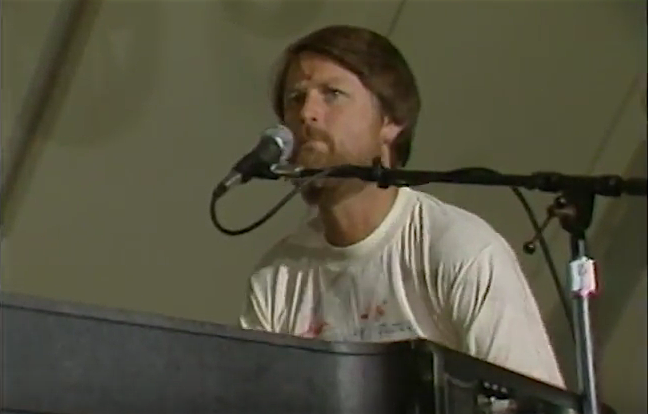
Wilson sul palco nel 1983, poco tempo dopo che era tornato ad essere un paziente del dottor Landy

Nel 1982, ricaduto nelle solite cattive abitudini, Wilson fu nuovamente sottoposto alle cure di Landy dopo essere andato in overdose a causa di un misto di alcol, cocaina, e altre sostanze psicotrope. La prima cosa fatta dal dottor Landy fu sottoporre Brian ad una dieta drastica e rigorosa. La terapia d'urto diede buoni frutti e Wilson ristabilì un livello decente di salute psicofisica. Il secondo passo di Landy fu quello di monitorare attentamente l'assunzione di droghe da parte di Wilson, e tramite lo psichiatra Sol Samuels, gli prescrisse degli psicofarmaci. L'assistente di Landy, Kevin Leslie, cominciò a sorvegliare Brian Wilson senza perderlo di vista un attimo, guadagnandosi il soprannome di "Surf Nazi". Inoltre, Leslie somministrava i medicinali a Wilson su indicazione di Landy. Inizialmente, Leslie era stipendiato da Landy, ma in seguito venne pagato direttamente da Wilson.
Nella metà degli anni ottanta, Landy disse a proposito di Brian Wilson: «Influenzo tutto il suo pensiero. Sono praticamente un membro della band; ... [Noi siamo] soci nella vita». Da parte sua Wilson rispondeva alle perplessità generali circa i metodi terapeutici non ortodossi del suo psicologo dichiarando: «La gente dice che il Dr. Landy comanda la mia vita, ma la verità è che, sono responsabile di me stesso». Landy gli faceva eco: «[Brian] ha un telefono in auto. Se vuole telefonare a qualcuno, chiama chi vuole. [...] Può andare dove vuole, di sua iniziativa, quando e dove gli pare». In un articolo dell'agosto 1988 apparso sulla rivista Rolling Stone fu riportato quanto segue:
Anche se erano stati i Beach Boys che avevano assunto Landy, parte del regime terapeutico prevedeva il taglio dei contatti tra Wilson e il gruppo, come spiegato da Landy stesso: «Non puoi trattare con persone che vogliono solo usarti», e all'epoca Wilson fu sentito dire: «Al dottor Landy non piace che io sia troppo in contatto con la mia famiglia. Pensa che non sia salutare». Per esempio, Brian ricorda di aver partecipato a un'intervista insieme a suo fratello Carl, e: «l'intervistatore chiese a Carl come andavano le cose tra lui e me. E lui disse: "beh, io e Brian non dobbiamo parlarci. Noi siamo solo Beach Boys, non dobbiamo per forza essere amici. Ed è vero. Anche se, 
ogni volta che penso a lui, mi sento male dentro».
Nel 1986, Wilson conobbe la sua futura moglie e manager Melinda Ledbetter, una venditrice d'auto ed ex modella, attraverso un concessionario di automobili. Sei mesi dopo aver incontrato Wilson, la donna denunciò Landy per circonvenzione di incapace, ma fu informata che non si poteva agire legalmente senza il consenso della famiglia di Wilson. Dopo tre anni di relazione, Landy ordinò a Wilson di rompere i legami con lei. Successivamente, Landy arrivò a co-produrre l'album del debutto solista di Wilson, l'omonimo Brian Wilson (1988) e il suo seguito rimasto inedito Sweet Insanity (1991), oltre a scrivere in qualità di probabile ghostwriter ampie porzioni dell'autobiografia di Wilson Wouldn't It Be Nice: My Own Story (1991), in seguito da lui disconosciuta. Nell'album Brian Wilson del 1988, Landy venne accreditato tra gli autori di cinque canzoni, e anche la sua ragazza dell'epoca, Alexandra Morgan, ricevette crediti compositivi come autrice del testo per tre di esse. Questi crediti sono stati rimossi nella ristampa dell'album pubblicata nel 2000, e sono da allora ritenuti non validi
Alla fine, Audree, Carl, Carnie, e Wendy Wilson contestarono il controllo mentale esercitato da Landy su Brian, facendogli causa il 7 maggio 1991. La sentenza fu emessa il 3 febbraio 1992; a Landy fu vietato per ordine del tribunale di contattare Brian, lasciando i suoi affari nelle mani del curatore di beni Jerome S. Billet. Nel dicembre 1992, Landy fu condannato a pagare $1,000 di multa per violazione delle disposizioni della corte quando si recò in visita a Brian in giugno in occasione del suo compleanno.

### Carriera
Prima di occuparsi di Wilson, Landy fece per un breve periodo da manager a George Benson agli inizi di carriera. Nel 1971 scrisse anche un libro sul gergo degli hippy intitolato The Underground Dictionary. Altri pazienti celebri di Landy sono stati: Richard Harris; Alice Cooper; Rod Steiger; Maureen McCormick; e l'attore Gig Young, che si suicidò nel 1978 dopo aver ucciso la moglie.

### Morte
Eugene Landy continuò con successo la professione in qualità di psicoterapeuta in Nuovo Messico e alle Hawaii fino al giorno della sua morte. Egli morì, all'età di 71 anni, il 22 marzo 2006 a Honolulu, Hawaii, a causa delle complicazioni respiratorie insorte come conseguenza di un cancro alla gola.
Interrogato due anni dopo in relazione alla morte di Landy, il suo paziente più celebre Brian Wilson rispose: «Rimasi devastato dalla notizia». Nel 2015, Wilson dichiarò: «Pensavo che fosse mio amico, ma era un uomo molto incasinato, e inoltre, sento ancora che ci sono stati dei benefici. Cerco di trascurare le cose cattive e di essere grato per quello che mi ha insegnato».

## Love & Mercy
Nel film biografico sulla vita di Brian Wilson, Love & Mercy del 2014, Eugene Landy è stato interpretato da Paul Giamatti.